# Мільєйрош-де-Пойяреш
Мільєйрош-де-Пойяреш (порт. Milheirós de Poiares; МФА: [mi.ʎɐj.ˈɾɔʒ dɨ poj.ˈa.ɾɨʃ]) — парафія в Португалії, у муніципалітеті Санта-Марія-да-Фейра. Розташована в західній частині країни, на теренах історичної португальської провінції Бейра. Входить до складу округу Авейру. За адміністративним поділом, чинним до 1976 року, терени парафії були складовою провінції Берегове Дору. Належить до Авейрівської діоцезії Католицької церкви. Патрон — святий Михаїл. Площа — 7,8651 км². Населення — 3791 ос. (2011). Середньо урбанізований регіон. Густота населення — 482 осіб/км²
. Код — 010914.

## Географія

Санта-Марія-да-Фейра (2013)
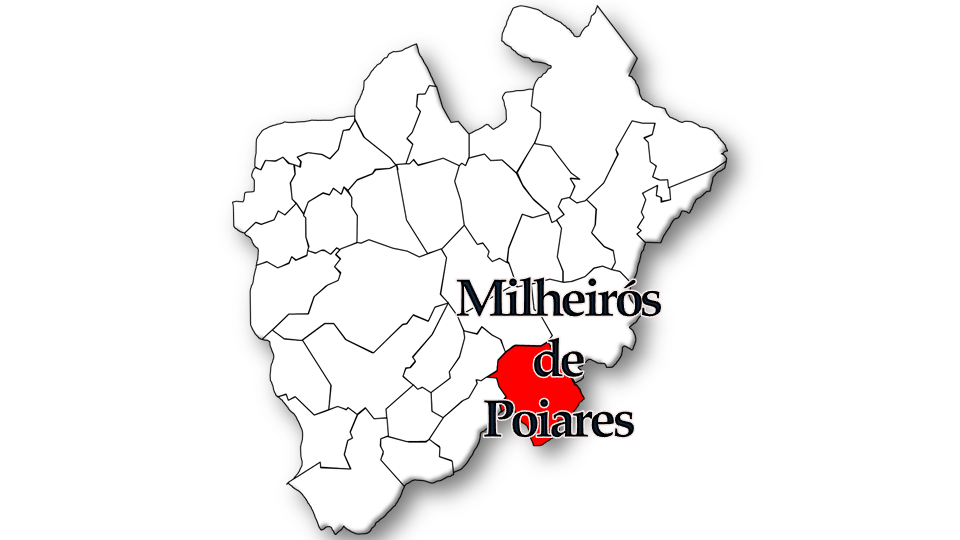
Мільєйрош-де-Пойареш

## Населення
| Кількість мешканців | Кількість мешканців | Кількість мешканців | Кількість мешканців | Кількість мешканців | Кількість мешканців | Кількість мешканців | Кількість мешканців | Кількість мешканців | Кількість мешканців | Кількість мешканців | Кількість мешканців | Кількість мешканців | Кількість мешканців | Кількість мешканців |
| ------------------- | ------------------- | ------------------- | ------------------- | ------------------- | ------------------- | ------------------- | ------------------- | ------------------- | ------------------- | ------------------- | ------------------- | ------------------- | ------------------- | ------------------- |
| 1864                | 1878                | 1890                | 1900                | 1911                | 1920                | 1930                | 1940                | 1950                | 1960                | 1970                | 1981                | 1991                | 2001                | 2011                |
| 661                 | 626                 | 701                 | 791                 | 1 022               | 1 095               | 1 192               | 1 306               | 1 599               | 1 916               | 2 474               | 2 828               | 2 823               | 3 859               | 3 791               |